# Giả chết

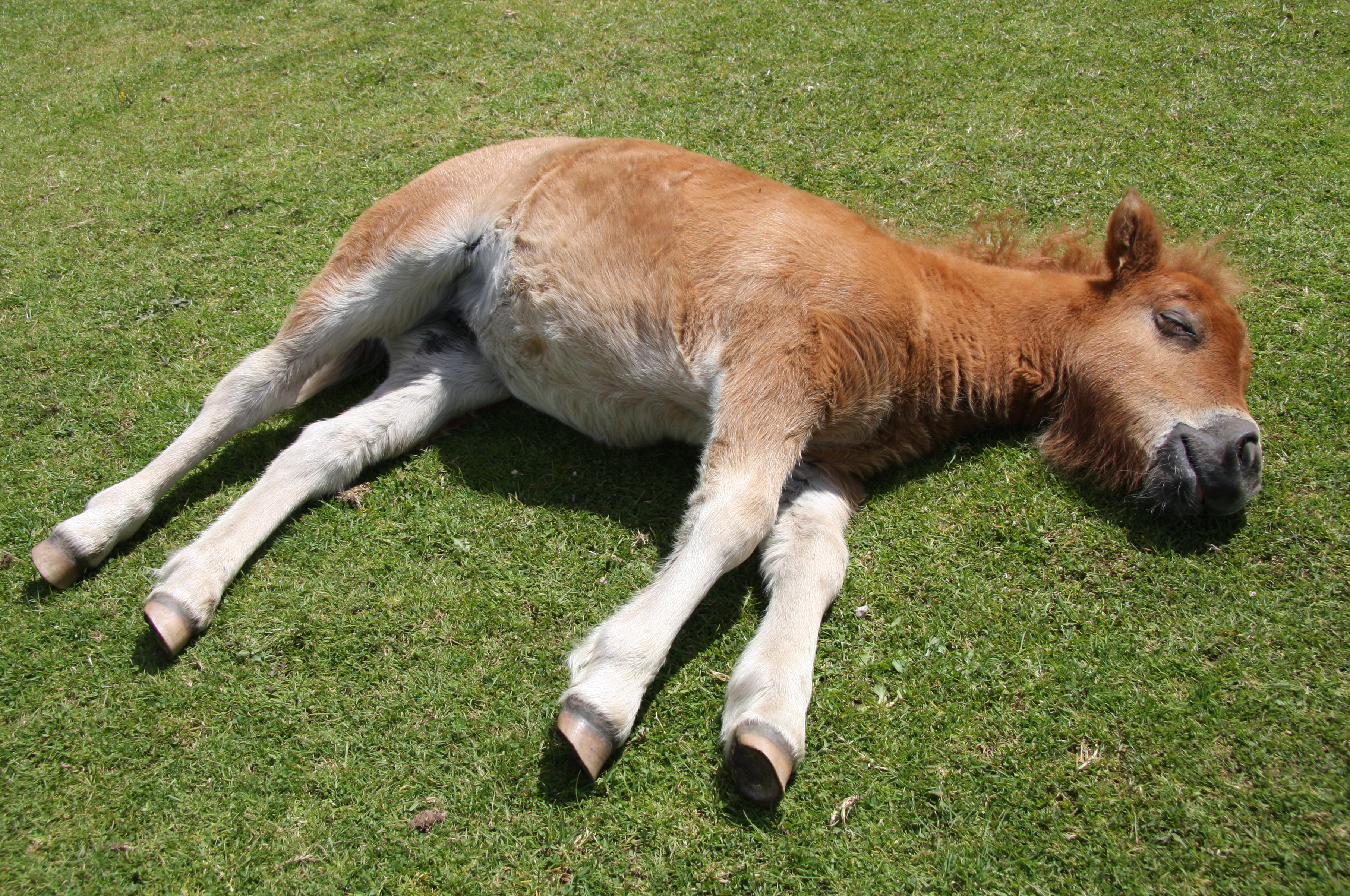
Một con ngựa đang chơi trò giả chết

Giả chết hay còn gọi là chết giả (Apparent death) gọi là hiện tượng chết cứng (Tonic Immobility-TI) là hành vi của động vật trong đó con vật cố tình làm ra vẻ như đã chết. Hành vi này được tìm thấy ở nhiều loại động vật từ côn trùng và động vật giáp xác đến động vật có vú, chim, bò sát, lưỡng cư và cá. Đây là một hình thức đánh lừa ở động vật này là một hành vi thích nghi với ngoại cảnh nhằm mục đích phòng vệ hoặc kiếm mồi được sử dụng như một cơ chế phòng thủ hoặc như một hình thức bắt chước hung hăng, và xảy ra trong một loạt các động vật, đôi khi là những động vật trong một cuộc nô đùa. Khi được gây ra bởi con người, nhà nước đôi khi được gọi là thôi miên động vật (animal hypnosis). 

## Lý do
Hiện tượng giả chết khá phổ biến trong thế giới động vật, từ vượn cáo, thạch sùng, ếch nhái, kiến đến các loài lưỡng cư, gà, thậm chí cá mập hàng cùng hàng trăm loài vật dùng cách giả chết để thoát thân và các mục đích khác. Nhiều loài áp dụng chiến thuật giả chết. Hầu hết các loài ăn thịt thích giết ngay con mồi của mình để dùng thịt sống, còn không có hứng thú với những con vật đã chết hoặc sợ dịch bệnh. Chính điều này giúp nhiều con mồi thoát chết, đây cũng là chiến thuật hữu hiệu nên đã có tới hàng trăm loài động vật trong thế giới tự nhiên đều chơi trò giả chết như một chiến lược sinh tồn.
Hiện tượng giả chết này được các nhà khoa học gọi là hiện tượng chết cứng (TI). Giả chết có khá nhiều biến thể tùy vào mỗi loài động vật và các tình huống khác nhau. Nhưng tạo ra mùi khó chịu và dáng nằm kì quặc là phương pháp phổ biến thường được áp dụng nhất để tạo ra cảm giác khó hiểu, nghi hoặc cho kẻ săn mồi. Nhiều cơ chế sinh học ẩn dưới những màn diễn này. Bắt nguồn từ hệ thần kinh đối giao cảm kiểm soát vòng tuần hoàn nghỉ ngơi và tiêu hóa. Nhưng muốn kiểm soát hiện tượng đó không hề đơn giản. Những con vật giả chết này luôn phải cảnh giác xung quanh xem khi nào an toàn để tỉnh dậy. Ngoài việc phòng thân, một số loài áp dụng chiến thuật giả chết với mục đích khác như săn mồi.

## Ghi nhận

### Thú có túi
Hiện tượng giả chết này điển hình ở loài chồn Oposum, loài thú có túi Opssum nếu tình thế trở nên cực kỳ nguy hiểm hoặc khi chúng quá sợ hãi, không có cách nào trồn thoát chúng sẽ thực hiện việc giả chết, con vật sẽ thả rơi mình xuống đất, cuộn mình bất động, lè lưỡi, miệng nhỏ dãi như thể bị ốm, nằm bất động với cái miệng mở ra, và rơi vào trạng thái hôn mê có thể kéo dài nhiều giờ, đủ lâu để thuyết phục bất kỳ loài động vật ăn thịt nào rằng chúng đã chết. Chúng sẽ tự đưa mình vào trạng thái hôn mê đến mức không hề phản ứng lại bất cứ kích thích nào từ bên ngoài.
Nỗi sợ hãi cũng khiến loài vật này phát xì ra một mùi hôi như mùi xác chết càng giúp chúng ngụy trang tốt hơn bởi xác chết thối cũng không ngon miệng, nó sẽ tiết ra một chất có mùi như xác chết từ tuyến hậu môn của mình là như xác bị thối rữa đây là thứ dung dịch cực thối từ hậu môn có thể tự khiến cơ thể bốc mùi tử thi, Những thứ kinh tởm này khiến kẻ tấn công nới lỏng thế kìm kẹp và mất hứng rời đi vì rất ít loài động vật đủ can đảm để thưởng thức những cái xác thối trong như đã chết vì bị dịch bệnh.
Sau khi nguy cơ qua đi, 10 phút sau, chồn Oposum trở lại trạng thái cũ và vui vẻ ung dung như chưa có chuyện gì xảy ra vì ở chồn Oposum, hệ thần kinh đối giao cảm khiến nhịp tim của chúng giảm còn gần một nửa, nhịp thở còn một phần ba và thân nhiệt giảm hơn nửa độ C trong một tiếng đồng hồ, lượng hô hấp trao đổi giảm tới 1/3 và nhiệt độ cơ thể sụt giảm 0,6oC trong gần 1 tiếng đồng hồ. Đây là một trong những cơ chế kỳ lạ của động vật có vú với khả năng tự điều khiển được nhip tim và thân nhiệt, nhiều động vật còn phải làm tim ngừng đập hoặc làm cơ thể lạnh tanh đi vì sợ kẻ thù sẽ phát hiện khi đánh hơi thăm dò.

### Ở loài rắn

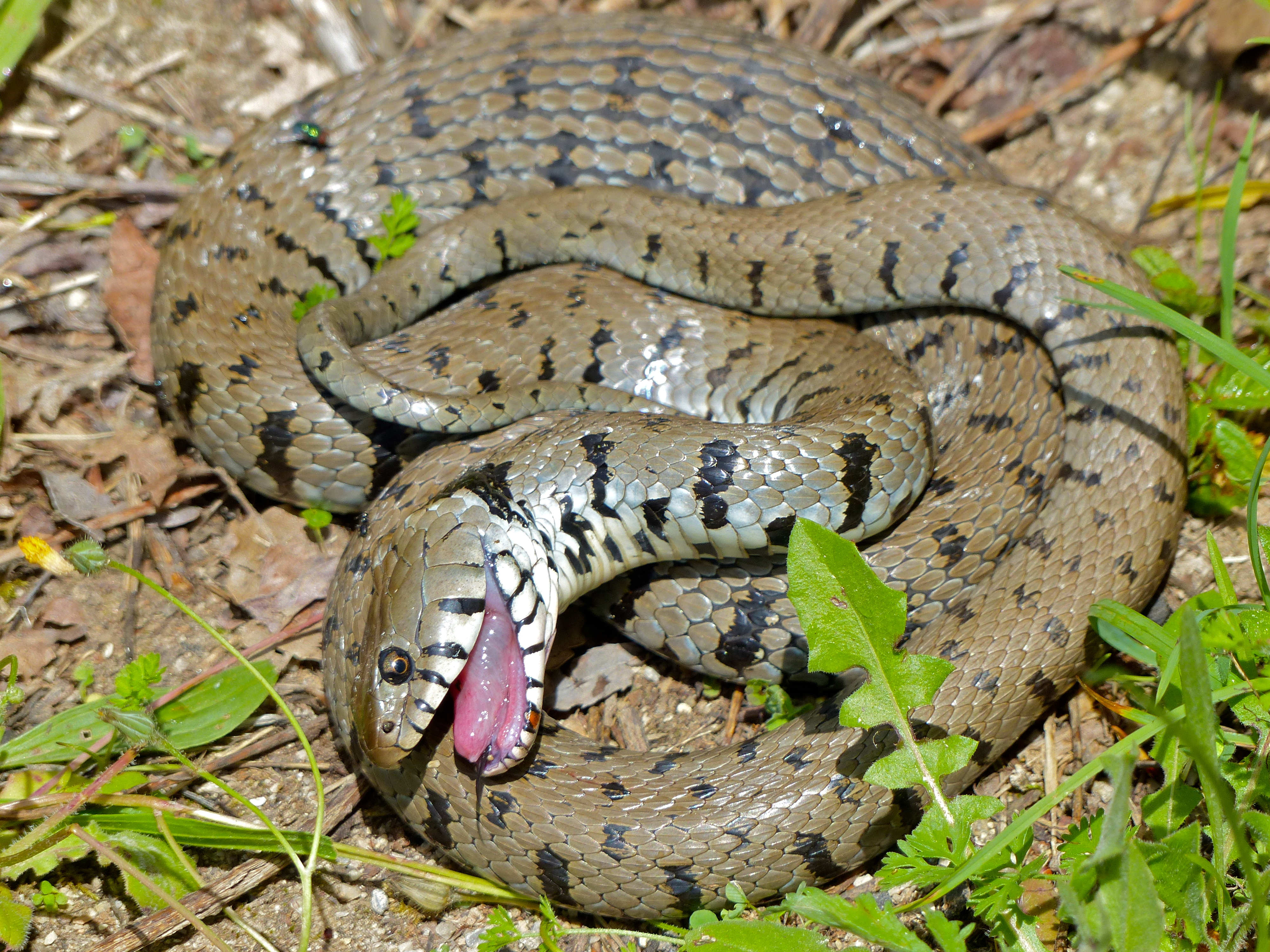
Một con N. helvetica đang giả chết

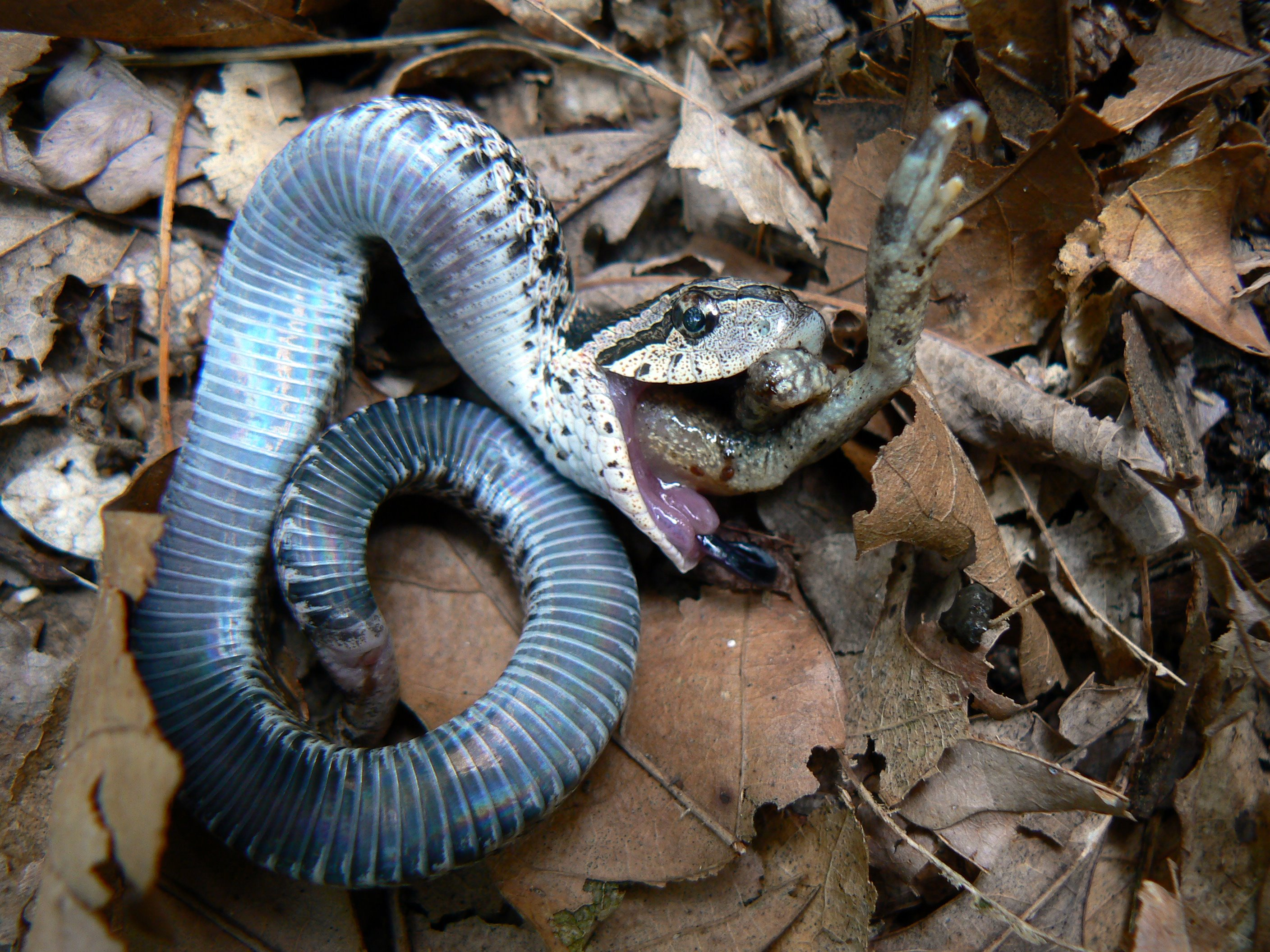
Rắn giả chết

Rắn Hognose hay rắn mũi lợn miền đông (Heterodon simus) ở Mỹ có biệt tài giả chết như thật để đánh lừa động vật ăn thịt hoặc đóng giả rắn hổ mang nhằm tự vệ, ki bị đe dọa, rắn Hognose trước hết sẽ bành cổ như rắn hổ mang để hù dọa đối phương. Nếu kẻ thù vẫn không sợ, rắn giả vờ chết bằng cách lăn tròn, ngửa bụng, há miệng, thè lưỡi, thậm chí ngừng thở hay nôn ra máu. Đây là loài rắn chuyên ngoác miệng giả chết để qua mắt kẻ thù. Loài rắn này nổi tiếng với tuyệt chiêu nằm ngửa bụng và ngoác miệng giả chết.
Khi gặp nguy hiểm, rắn mũi lợn miền đông sẽ há to miệng, lật nghiêng thân nằm ngửa bụng và co giật quằn quại, nếu bị lật trở lại, con rắn sẽ lập tức lăn mình và tiếp tục giả chết. Rắn mũi lợn miền đông còn có chiến thuật tự vệ khác là bạnh cổ như rắn hổ mang và phát ra tiếng rít. Dù hiếm khi cắn người, chúng sẽ liên tục tấn công nếu bị đe dọa. Giống rắn có khả năng quằn quại và tiết ra mùi khó chịu để xua đuổi những con thú săn mồi, rắn mũi lợn miền đông giả chết để lừa mèo hoang.
Khi đối mặt với mối đe dọa, loài rắn Eastern Hognose có thể áp dụng nhiều phương thức khác nhau như phát ra những tiếng huýt gió hay giả chết để xua đuổi kẻ thù. một con rắn Eastern Hognose đang làm mọi cách để xua đuổi con mèo. Sau khi đe dọa không thành công, con rắn bắt đầu co giật mạnh, quằn quại và phát ra mùi hôi thối. Thậm chí nó còn há miệng và thè lưỡi ra ngoài để tăng thêm phần thuyết phục. Nhiều loài rắn biết cách giả chết khi bị đe dọa. Tuy nhiên, Eastern Hognose là một trong những diễn viên giả chết tài tình nhất trong thế giới động vật.
Loài rắn "thây ma sống" là bậc thầy về xảo quyệt trong tự nhiên trổ tài giả chết y như thật. Loài rắn mũi hếch Bắc Mỹ, còn gọi là "rắn phì" hay "rắn thây ma sống" xứng đáng là bậc thầy về xảo quyệt trong tự nhiên với những màn giả chết y như thật khi gặp nguy hiểm. Rắn mũi hếch có biệt danh đầu tiên là "rắn phì" vì cơ chế phòng vệ độc đáo của chúng. Để xua đuổi kẻ thù, loài rắn không có nọc độc này thường hít đầy không khí và làm phình lớp da quanh đầu, cổ giống như rắn hổ mang, rồi rít lên thật to như một con rắn hung ác.
Màn giả chết điêu luyện của một con rắn mũi hếch Bắc Mỹ. Nếu màn hăm dọa trên không có tác dụng, rắn mũi hếch sẽ thực hiện một chiêu trò khác, vốn mang lại cho chúng biệt danh "rắn thây ma", khi gặp kẻ thù đáng sợ hoặc mạnh hơn, rắn mũi hếch còn có thể giả chết y như thật. Đầu tiên là rắn mũi hếch thè lưỡi, há mồm rộng ngoác, rồi bắt đầu lăn quằn quại nhiều vòng trước khi nằm ngửa bụng bất động trên nền đất. Trong một số trường hợp giả chết từng được ghi nhận, chúng thậm chí còn nín thở hoặc phun ra máu.
Tuy nhiên, khi nhận thấy không còn mối đe dọa, rắn mũi hếch sẽ uốn mình trở dậy và lủi nhanh khỏi nơi nguy hiểm. Hầu hết các lần tẩu thoát của bậc thầy diễn xuất trong tự nhiên này đều thành công, do nhiều loài săn mồi không tấn công những động vật nhỏ hơn đã chết và thường bỏ đi khi phát hiện đối tượng đã ngưng thở, rắn mũi hếch có thể còn biết lưu trữ độc tố từ những con cóc mà chúng đánh chén và bằng cách nào đó giải phóng các chất độc này khỏi cơ thể trong khi quằn quại để ngăn động vật săn mồi đến gần cơ thể giả chết của chúng. Một điều thú vị nữa là, chỉ có rắn mũi hếch ở Bắc Mỹ mới giả chết. Các loài họ hàng của chúng ở Nam Mỹ chỉ dựa vào lớp áo sặc sỡ bên ngoài để ngụy trang thoát hiểm.
Con rắn có tên khoa học Drymarchon couperi là một loài trong họ Rắn nước cũng được ghi nhận là "giả chết" khiến chuyên gia động vật cũng phải thán phục khi con rắn há miệng nằm bất động, mặc cho chuyên gia người Mỹ nhấc lên đặt xuống, ban đầu nó cố vặn người thoát ra nhưng khi nhận thấy không thể trốn thoát, nó bèn bất động, há to miệng giả chết, mặc cho bị sờ vào người. Có nhiều yếu tố giải thích hành vi này, có thể là nó bị thương hoặc đang bị ốm hoặc giả con rắn có bị truy đuổi dẫn tới kiệt sức hoặc quá sốc, không chắc đây là hành vi phòng thủ của con rắn hay lý do nào khác. Hành vi này được ghi nhận ở một số loài rắn, nhưng chưa từng được ghi nhận ở loài này 

### Ở loài dê

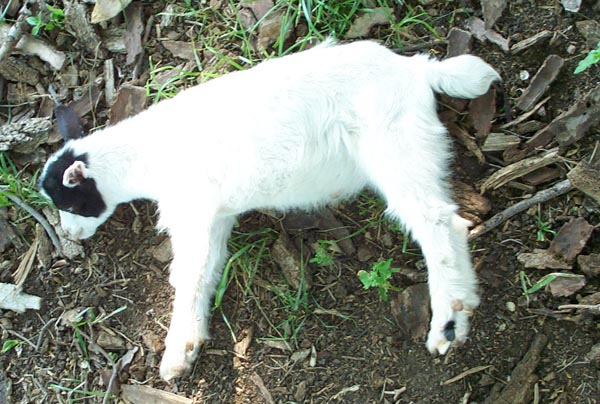
Một con dê non đang trong trạng thái bất tỉnh

Dê ngất xỉu hay dê trương lực cơ (myotonic goat) là trạng thái của một con dê nhà bị ngất xỉu tức thời khi chúng cảm thấy hoảng loạn. Nếu giật mình bởi những chuyển động đột ngột hoặc tiếng động lớn, chúng sẽ xuất hiện phản ứng giật mình, cơ bắp của chúng đột nhiên bị căng cứng. Trong trường hợp nghiêm trọng hơn, phản ứng này dẫn đến các cơn co thắt, uốn ván dữ dội của cơ chủ vận và cơ đối kháng gây ra tình trạng cứng khớp không kiểm soát được có thể khiến con dê bất động ở vị trí trước khi bị tác động hoặc khiến nó té xuống xuống đất ở phía của nó, sự căng cứng cơ ở những con dê này không hề gây bất kỳ đau đớn nào cho chúng, ngược lại còn khiến cơ bắp của những con dê này phát triển hơn.
Trong thực tế, dê không hẳn bị ngất mà là do cơ chế tác động của hệ thống thần kinh trung ương sau khi bị kích thích (nỗi sợ hoặc sự hưng phấn) lên trương lực cơ làm nó bị giảm đột ngột và khiến dê bị tê liệt tạm thời cũng như bất động. Tuy nhiên, dê không thực sự ngất xỉu mà vẫn có ý thức, do vậy chúng vẫn có thể tỉnh lại bất cứ lúc nào sau đó. Chỉ cần chúng bị tác nhân nào đó làm giật mình, chúng sẽ ngất lên ngất xuống ngay sau đó. Tư thế ngã gục là hai chân chỏng lên trên trời. Trong một cuộc co dật, có thể kéo dài từ 5-20 giây. Trong trường hợp dê ít bị ảnh hưởng nghiêm trọng với tình trạng này, tuy nhiên, chúng vẫn có khả năng chạy trốn vì chỉ ít giây sau đó chúng bật dậy và đi lại bình thường vì khi bị giật mình khoảng thời gian mà chúng căng cứng cơ tại chỗ diễn ra trong khoảng thời gian 10 giây, không chỉ một lần, nó có thể tái diễn liên tục.

### Loài khác
- Loài cáo nổi tiếng loài giả chết và không ít lần cáo thoát khỏi cả một bầy sói hoặc chính con người nhờ kỹ năng đặc biệt này. Thỉnh thoảng cáo xảo giả chết bằng cách nằm lăn ra đất và thè lưỡi ra như đã chết để dụ chim ăn xác thối đến. Khi những chim bay đến đúng tầm với, cáo chồm dậy và bắt mồi.
- Gà cũng được ghi nhận là biết giả chết, khi làm việc này, gà có thể cảm nhận sự hiện diện của kẻ thù xung quanh, các nhà khoa học đã thử nghiệm bằng cách dùng diều hâu nhồi bông và nhận thấy, những chú gà trong thí nghiệm tỉnh dậy nhanh hơn khi diều hâu đảo sang chỗ khác.
- Vịt con giả chết khi bị tạt nước Bị người tạt nước liên tục, con vịt cúi đầu xuống nước, thả mình trôi tự do như đã chết, một lúc sau, con vật lại ngoi lên, trở lại bình thường.
- Bồ câu thoát nạn nhờ giả chết đánh lừa mèo, nằm im thin thít trên cỏ, cánh sải ra giả vờ chết trước mặt con mèo, khi mèo không để ý, rồi con bồ câu bất ngờ đập cánh bay vút lên cao.
- Chim choi choi (Charadrius vociferus) vào mùa sinh sản, chim choi choi thường "diễn kịch" để bảo vệ tổ của mình thay vì bảo vệ bản thân, khi phát hiện có kẻ thù đến gần tổ thì nó sẽ không giả chết mà giả bị thương, xoãi cánh ra làm như bị gãy cánh, kéo kẻ thù rời xa tổ của nó rồi nhanh chóng phục hồi và bay vút đi, khi phát hiện có kẻ thù đến gần tổ, chim choi choi sẽ làm mọi cách để dụ kẻ thù đi xa. Chim sẽ chạy nhanh đánh lạc hướng kẻ thù, khi thấy kẻ thù không có hứng đuổi theo, chim dang cánh, sắp xếp khéo léo làm cho nhìn vào tưởng nó đang bị thương, kẻ thù tưởng chim gẫy cánh khoái chí đuổi theo, khi đến nơi, chim ngay lập tức trở lại bình thường và bay đi để vừa bảo vệ được tổ, vừa an toàn cho bản thân.
- Cóc tía (Bombina) là bậc thầy trong việc giả chết, cóc tía cong chân, vặn sườn để lộ những đốm vàng, cam dưới lòng bàn chân. Thậm chí cóc nằm ngửa bất động để lộ lưng với những vết đủ màu dưới bụng. Các loài khác muốn ăn chúng sẽ phải e dè bởi những vết nhiều màu sắc này có thể là dấu hiệu của độc tố.
- Tuy là loài ăn thịt nổi tiếng của đại dương nhưng hiện tượng giả chết cũng khá phổ biến ở cá mập. Cá mập chanh (Negaprion brevirostris) tuy là loài ăn thịt nổi tiếng nhưng chúng vẫn giả chết để tránh những đợt giao chiến dữ dội, chỉ cần tác động vào phần đầu cá mập, chúng sẽ lật ngửa, thân mềm ra và hơi thở chậm lại trong vòng 15 phút, để làm điều đó, chúng chỉ cần lật người lên, toàn thân mềm nhũn và thở chậm, sâu. Trạng thái này sâu đến nỗi chúng như đang bị gây mê nên các nhà khoa học có thể dễ dàng nghiên cứu.
- Giả chết cũng là cách cá hoàng đế dùng để săn mồi. Nó chỉ việc thả nổi cơ thể trên mặt nước gần bờ và tóm lấy con mồi khi có cơ hội. Mỗi lần giả chết, chúng có thể làm trong 15 phút là tỷ lệ thành công là 1/6.
- Cá hoàng đế Livingston (Nimbochromis livingstonii) không giả chết để tránh nguy hiểm mà để săn mồi. Chúng thường có màu xanh sẫm hoặc trắng sứ, bên trên là các khoang tròn màu nâu sẫm hoặc đen. Loài này săn các loại sinh vật nhỏ bằng cách nép mình bên các tảng đá hoặc giả chết để rình mồi, mỗi lần kéo dài 15 phút. Khi các sinh vật nhỏ tìm đến khám nghiệm tử thi, cá hoàng đế Livingston nhanh chóng chộp lấy con mồi.
- Khi cá Ali thấy đói, chúng nằm ỳ dưới đáy hồ, những vết đốm trên thân khiến chúng giống như con cá chết bị thối rữa, nếu một con cá phàm ăn nào đó tiến lại gần, tên lừa đảo sẽ chồm dậy và bắt lấy chúng.
- Dưa chuột biển cũng giả chết mình để tự vệ, khi bị đe dọa, dưa chuột biển sẽ tự moi ruột mình ra khỏi cơ thể, chúng sẽ tự va đập thân thể cho đến khi một số nội tạng trong cơ thể văng ra ngoài bằng đường hậu môn. Sau khi kẻ thù nghĩ rằng con mồi đã chết, dưa chuột biển sẽ tái tạo lại phần cơ thể đã mất và tiếp tục cuộc sống.
- Kiến là loài giả chết thường gặp trong đời sống hàng ngày. Khi tham gia vào một cuộc chiến ác liệt, đàn kiến lửa có chiến lược riêng của chúng. Khi một đàn kiến phải chiến đấu, con trưởng thành sẽ chiến đấu tích cực, vô cùng hăng hái trong khi những con còn nhỏ thường chạy trốn hoặc giả chết để tránh tổn thất, tránh bị thương và tìm đường về tổ sau cuộc chiến. Khi chạm vào một con kiến bất kỳ, chúng bất động trong vài giây. Nhưng khi lơ là, chúng nhanh chóng bỏ trốn.
- Bọ hung cũng là loài giả chết dễ thấy. Khi tác động vào lớp áo giáp của chúng, toàn thân bọ hung cứng đơ, không động đậy. Chờ khi nguy hiểm qua đi, bọ hung trở lại bình thường.
- Khi bị đe dọa, bọ cánh cứng xanh ở vùng tây nam nước Mỹ co người lại, đôi chân trở nên cứng đơ, không động đậy. Khi nguy hiểm đã qua, bọ cánh cứng chỉ việc đứng thẳng lên và tiếp tục cuộc sống vừa bị gián đoạn của nó.
- Để đột nhập vào tổ kiến Lasius flavus, bọ cánh cứng Pselaphid giả chết để khiến lũ kiến lầm tưởng đó là một miếng ăn ngon, tự nguyện khiêng bọ về tổ. Lúc đó, con bọ chỉ việc "sống lại" và thưởng thức món ấu trùng, nhộng kiến yêu thích.
- Trước khi giao phối, nhện đực Pisauridae tặng cho con cái một con côn trùng bọc trong mạng nhện. Tuy nhiên, nếu con cái không hài lòng với món quà này, chúng sẽ ngay lập tức giả chết để tránh cơn thịnh nộ ăn thịt bạn tình của con cái.